# Tombes de Meir

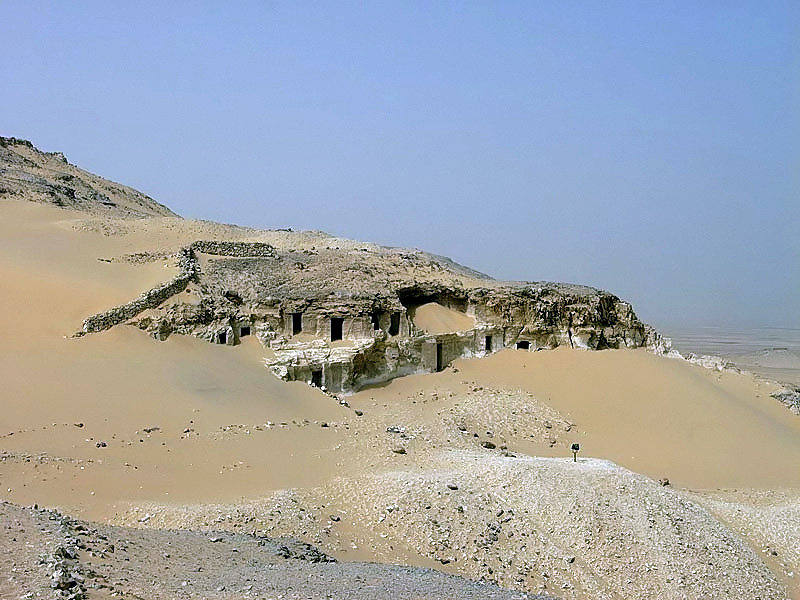
Grup A de tombes de Meir

Les tombes de Meir són unes tombes situades al llogaret de Meir o Mayr, prop d'Al-Qusiya. Són les tombes dels nomarques del nomós XIV, del qual la ciutat d'Al-Qusiya fou capital. El 1999, nou de les tombes foren obertes al públic i és previst obrir-ne un total de disset. Les tombes mostren 720 imatges de déus, tapades per gravats dels eremites coptes que van viure allí. En una de les tombes es pot veure el model original que per uns certs dibuixos van usar els pintors egipcis. L'escena del desert a la tomba de Senbi (Senbi-Sa-Ukh-hotep) es considera excepcional, i també la de les dones de la dinastia XII a la tomba d'Ukhhotep. Les tombes del poble són a una certa distància de les dels nomarques. Els enterraments són entre les dinasties VI i XII.
Les principals tombes són:

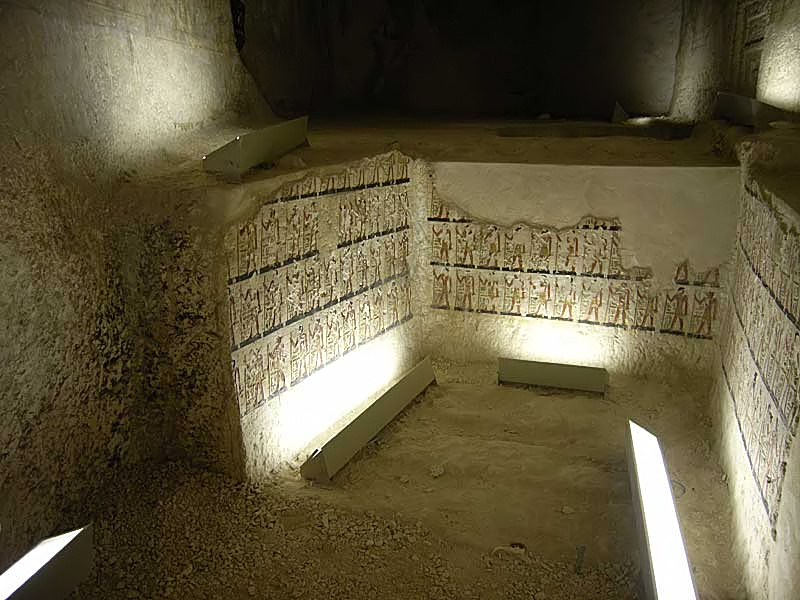
Tomba (A2) de Meir

- Tomba de Niankh-hpepy, conegut per Hepi el Negre (A-1), que fou el canceller de Pepi I (dinastia VI), que té quatre cambres amb moltes pintures. Hi havia llocs per a la seva família a la tomba.
- Tomba de Pepy-ankh (A-2), fill de l'anterior, igualment amb moltes pintures, especialment de la vida del propietari i escenes funeràries.
- Tomba de Senbi (B-1), que era nomarca i supervisor de sacerdots durant el regnat d'Amenemhet I (dinastia XII), i era fill d'Ukh-hotep; la tomba té moltes escenes d'ofrenes i de la vida diària; algunes escenes foren danyades; l'escena del desert mostra el propietari amb els seus gossos al desert.
- Tomba d'Ukhhotep (B-2), fill de l'anterior, que tenia els títols de "gran cap del nomós", "supervisor de sacerdots d'Hathor a Cusae" i "supervisor de sacerdots de la senyora de tots" durant el regnat de Senusret I. Les escenes són similars a les del pare. Es creu que la tomba no era acabada quan va morir.
- Tomba d'Ukhhotep (B-4), un altre Ukh-hotep diferent de l'anterior, fill d'Ukhhotep i Mersi, que tenia similars títols de nomarca que l'anterior Ukhhotep durant la dinastia XII. La seva tomba és més complexa i inclou un nínxol amb façana de tipus palau.

Les tombes foren restaurades a partir del 1997. Alguns objectes trobats a les tombes o rodalia són en un petit museu local a Mallawi.
No van cridar l'atenció fins que una descripció de les tombes fou publicada per Aylward Blackman el 1914 i llavors foren excavades per Sayed Pasha Kabasha el 1919. Reisner i Daressy les van estudiar després. Les tombes van romandre tancades al públic fins que algunes han estat obertes recentment.